# Джак Дрейпър
Джак Дрейпър (на английски: Jack Draper) е британски тенисист.

## Биография
Джак Александър Дрейпър е роден на 22 декември 2001 г. в Сътън, Лондон, Великобритания, и е израстнал в близкия Аштед, Съри. Баща му Роджър Дрейпър е бивш главен изпълнителен директор на Sport England и Lawn Tennis Association, майка му Ники Дрейпър е бивша британска шампионка по тенис за юноши.

## Кариера
Джак Дрейпър достига до световен номер 25 на сингъл на 19 август 2024 г. и до номер 477 на двойки на 14 февруари 2022 г. Дрейпър печели една титла от ATP тура през 2024 на Щутгарт Оупън.

## Кариерна статистика

#### Титли оттурнири от сериите Мастърс(1)
| година | турнир            | съперник във финала | резултат |
| ------ | ----------------- | ------------------- | -------- |
| 2025   | Индиън Уелс Оупън | Холгер Руне         | 6–2, 6–2 |

#### Финали натурнири от сериите Мастърс(1)
| година | турнир       | съперник във финала | резултат      |
| ------ | ------------ | ------------------- | ------------- |
| 2025   | Мадрид Оупън | Каспер Рууд         | 5–7, 6–3, 4–6 |

### ATP финали (3 титли; 7 финала)
|        | П–З | Година | Турнир                | Клас         | Настилка   | Опонент         | Резултат           |
| ------ | --- | ------ | --------------------- | ------------ | ---------- | --------------- | ------------------ |
| Загуба | 0–1 | 2023   | София Оупън           | 250 серии    | Твърда (з) | Адриан Манарино | 6–7(6–8), 6–2, 3–6 |
| Загуба | 0–2 | 2024   | Аделаида Интернешънъл | 250 серии    | Твърда     | Иржи Лехечка    | 6–4, 4–6, 3–6      |
| Победа | 1–2 | 2024   | Щутгарт Оупън         | 250 серии    | Трева      | Матео Беретини  | 3–6, 7–6(7–5), 6–4 |
| Победа | 2–2 | 2024   | Виена Оупън           | 500 серии    | Твърда (з) | Карен Хачанов   | 6–4, 7–5           |
| Загуба | 2–3 | 2025   | ATP Катар Оупън       | 500 серии    | Твърда     | Андрей Рубльов  | 5–7, 7–5, 1–6      |
| Победа | 3–3 | 2025   | Индиън Уелс Оупън     | Мастърс 1000 | Твърда     | Холгер Руне     | 6–2, 6–2           |
| Загуба | 3–4 | 2025   | Мадрид Оупън          | Мастърс 1000 | Клей       | Каспер Рууд     | 5–7, 6–3, 4–6      |